# Victor McLaglen
Charles Laughton (10. prosince 1886 – 7. listopadu 1959) byl britský herec, který v závěru života získal i americké občanství.
Roku 1935 získal Oscara za mužský herecký výkon v hlavní roli ve filmu The Informer, dramatu z Irské války o nezávislost. Na Oscara byl nominován i roku 1952, a to za vedlejší roli ve filmu The Quiet Man. Původně byl boxerem. Aktivně se zúčastnil bojů první světové války.